# Paweł Wybierski
Paweł Wybierski (ur. 4 stycznia 1899 w Zawodziu, zm. 4 stycznia 1960 w Katowicach) – polski działacz niepodległościowy i sportowy, kapitan rezerwy piechoty, więzień niemieckich obozów koncentracyjnych.

## Życiorys
Urodził się 4 stycznia 1899 roku w Zawodziu (ówcześnie w gminie Bogucice, od 1924 roku część Katowic).
W 1919 roku został członkiem Polskiej Organizacji Wojskowej Górnego Śląska. Uczestniczył we wszystkich trzech powstaniach śląskich. W trakcie III powstania śląskiego jako oficer kasowy 3 Katowickiego Pułku Piechoty im. Jana Henryka Dąbrowskiego walczył w bitwie w rejonie Góry św. Anny.
W 1920 roku był współzałożycielem KS „Siła” Zawodzie, który 7 października 1920 roku połączył się z KS „Pogoń” Katowice. Od 1926 roku był jego prezesem. W latach 1935–1939 był szefem Wydziału Gier i Dyscypliny Śląskiego Okręgowego Związku Piłki Nożnej.
Ukończył kurs Szkoły Podchorążych Piechoty. W 1926 roku zweryfikowany został w stopniu podporucznika rezerwy piechoty ze starszeństwem z 1 lipca 1923 roku oraz z przydziałem mobilizacyjnym do 73 Pułku Piechoty. Był także członkiem zarządu powiatowego Związku Powstańców Śląskich oraz współzałożycielem komitetu budowy Domu Powstańca Śląskiego w Katowicach.
W trakcie II wojny światowej, od 1939 roku prowadził działalność konspiracyjną. Od 1943 roku był zastępcą inspektora Armii Krajowej na powiat katowicki w stopniu porucznika, który wiosną 1944 roku został on rozbity przez Niemców. Został on wówczas aresztowany (bądź w grudniu), a samego inspektoratu już nie zdołano odbudować. Wywieziono go do obozu koncentracyjnego Gross-Rosen, a stamtąd do Dora-Nordhausen i Bergen-Belsen. Uwolniony został przez wojska brytyjskie 15 kwietnia 1945 roku.
Latem 1945 roku wrócił do Polski, gdzie zamieszkał w Katowicach. Po wojnie został zweryfikowany i awansowany do kapitana rezerwy. 
Do końca lat 40. XX wieku był aktywnym działaczem piłkarskim. Włączył się w odbudowę Okręgowego Związku Piłki Nożnej w Katowicach. W latach 1949–1956 został odsunięty od działalności sportowej, po czym go rehabilitowano. W latach 1957–1960 był honorowym prezesem Śląskiego Związku Piłki Nożnej. Ponadto był działaczem Związku Ochotniczych Straży Pożarnych.
Zmarł 4 stycznia 1960 roku w Katowicach. Pochowany został na cmentarzu bonifratrów przy ulicy W. Wróblewskiego w Katowicach (sektor A2, rząd 19, grób nr 1). Jego grób został wpisany do ewidencji grobów weteranów walk o Wolność i Niepodległość Polski.

## Odznaczenia
- Krzyż Walecznych[1]
- Medal 10-lecia Polski Ludowej (1955)[8]
- Medal Niepodległości (1933)[9]
- Order Virtuti Militari[1]
- Srebrny Krzyż Zasługi z Mieczami[1]
- Śląski Krzyż Powstańczy[1]